# Scandaleuse Gilda
Pour plus de détails, voir Fiche technique et Distribution.
Scandaleuse Gilda (Scandalosa Gilda) est un film réalisé par Gabriele Lavia et sorti en Italie en 1985.
Les personnages principaux sont joués par Monica Guerritore et ce même Gabriele Lavia, alors son époux. Le film comporte la particularité d'intégrer un dessin animé.

## Synopsis
Une femme de la haute bourgeoisie romaine, surprise par hasard par son mari en flagrant délit d'adultère, abandonne le domicile conjugal avec ses seules voiture et valise. Elle rencontre dans un restoroute un dessinateur de bandes dessinées érotiques qui, après lui avoir raconté le sujet de son projet de filme d'animation, la convainc d'entamer avec elle une relation sexuelle impromptue.
L'homme tombe amoureux, mais elle non. Commencent alors 24 heures d'invites et de refus, d'offres et de perversions, lui pour arracher à l'inconnue chacun de ses secrets, elle pour l'humilier et s'humilier en même temps. À l'aube du jour suivant, la jeep de l'homme fait une embardée et sort de la route. Lui mort, la femme traverse les voies de l'autoroute pour demander à être prise en stop et retourner à Rome.

## Fiche technique
- Titre original : Scandalosa Gilda
- Titre français : Scandaleuse Gilda
- Réalisation : Gabriele Lavia
- Scénario : Riccardo Ghione, Gabriele Lavia
- Animation : Gibba
- Costumes : Giovanni Agostinucci
- Photographie : Mario Vulpiani
- Son : Tullio Arcangeli, Italo Cameracanna, Alberto Doni
- Montage : Daniele Alabiso
- Musique : Giorgio Carnini
- Production : Pietro Innocenzi
- Sociétés de production : Dania Film, Filmes International, Globe Films, National Cinematografica
- Sociétés de distribution : DMV Distribuzione (1985) (Italie), Les Films Jacques Leitienne (1986) (France)
- Pays d’origine :  Italie
- Langue originale : italien
- Format : couleur — 1.78 : 1
- Genre : drame, film érotique
- Durée : 95 minutes
- Dates de sortie :
  - Italie : 11 novembre 1985
  - France : 3 décembre 1986
- Classification : interdit aux moins de 18 ans lors de sa sortie en Italie

## Distribution
- Monica Guerritore : femme trahie
- Gabriele Lavia : dessinateur de bandes dessinées érotiques
- Pina Cei : gouvernante
- Jasmine Maimone (it) : amante du mari infidèle
- Sacha Maria Darwin : femme agressée et violée

## Le dessin animé inséré dans le film
Le film comporte un dessin animé de Francesco Maurizio Guido, plus connu sous le pseudonyme Gibba, doyen de l'animation italienne, qui représente selon le public et la critique la meilleure partie du film. Scandalosa Gilda nel Paese di Cazziglia, que l'on pourrait traduire approximativement par « La scandaleuse Gilda à Bistouquetteville », est une opérette chantée par Anna Andrea sur un texte de Cristiano Malgioglio (it), dont les personnages sont des organes sexuels anthropomorphisés. Même si la représentation est très directe, le sujet et le style ne sont jamais vulgaires, et suggèrent au contraire l'innocence de l'enfance, servis en même temps par la technique mûre du dessin animé italien de l'après-guerre.

## Diffusion
La diffusion à la télévision sur les réseaux nationaux a toujours omis le dessin animé, en ne laissant au public que la description qu'en fait Gabriele Lavia.
Le film est resté interdit aux mineurs de 18 ans en Italie jusqu'en novembre 1992.

## Hommages et postérité
Le groupe musical Stadio a composé en 1995 un morceau intitulé Scandalosa Gilda et inspiré par le film. Ce morceau a été publié dans l'album Di volpi, di vizi e di virtù.